# Bảo Thanh, Song Áp Sơn
Bảo Thanh (chữ Hán giản thể: 宝清县, âm Hán Việt: Bảo Thanh huyện) là một huyện thuộc địa cấp thị Song Áp Sơn, tỉnh Hắc Long Giang, Cộng hòa Nhân dân Trung Hoa. Tên gọi Bảo Thanh trong tiếng Mãn có nghĩa là khỉ. Huyện này có diện tích 13443 km², dân số 420.000 người, mã số bưu chính 155600. Chính quyền huyện đóng ở trấn Bảo Thanh. Huyện Bảo Thanh được chia thành 3 trấn và 14 hương.
- Trấn: Bảo Thanh, Thất Tinh Bào, Thanh Nguyên.
- Hương: Giáp Tính Tử, Thập Bát Lý, Lương Thủy, Kiến Bình, Vạn Kim Sơn, Tiêm Sơn Tử, Bảo Sơn, Triều Dương, Thất Tinh Hà, Đông Thăng, Phú Sơn, Tiểu Thành Tử, Long Đầu, Đông Hưng.